# George Perkins Marsh
George Perkins Marsh, född 15 mars 1801 i Woodstock, Vermont, död 23 juli 1882 i Vallombrosa, Italien, var en amerikansk filolog och diplomat.
Marsh representerade USA 1849-53 vid turkiska och 1861-82 vid italienska hovet. Han utgav bland annat 1838 en översättning av Rasmus Rasks isländska grammatik och det kulturhistoriska arbetet Man and Nature (1864), sedan kallat The Earth as Modified by Human Action (jämte ett par andra skrifter utgivna 1882 och 1885).